# Sentència arbitral de 1512
La Sentència arbitral de 1512 és la disposició del rei Ferran el Catòlic que establia la creació d'una comissió de sis persones perquè procedissin a una estimació general de tots els béns del Regne de Mallorca, a partir de la qual es podria fundar la distribució de les càrregues comunes de tota Mallorca.

## Els antecedents
Els antecedents d'aquesta disposició arbitral, continuadora de la política de redreç es troben a la Pragmàtica de Granada de 1499 que promulgà una normativa per recuperar el deute de la Universal Consignació, una reorganització de la recaptació dels imposts (que implicava una suspensió de deu anys de tota franquesa i immunitat), un pla d'amortització del deute a un ritme de 8.000 lliures anuals i l'aplicació d'un descompte d'un 20% a les pensions dels censalistes mallorquins.
Els grups privilegiats, principals beneficiaris dels cobraments de censals, oposaren una resistència molt forta a l'aplicació de la sentència arbitral i l'any 1521, en esclatar la Germania, la comissió per fer l'estimació dels béns, encara no s'havia constituït.

## Les raons dels pagesos
El 3 d'agost de 1506 en una reunió a la Casa del Sindicat de Ciutat de Mallorca, en Joan Martorell, de Pollença expressava el feixuc pes dels censals que els pagesos havien de pagar als singulars de la Ciutat. A més aquests ciutadans (la noblesa terratinent), tenen e posseeixen les majors e millors alqueries e rafals e terres e possessions e cens en la dita Part Forana i es negaven a contribuir. En canvi els habitadors de la Part Forana és molt poc lo que posseeixen e són molt agraviats en los drets.
Aquesta concentració de la propietat en mans de ciutadans era deguda al fet que les han comprades dels singulars de la dita Part Forana e aquelles (han) hagudes per poc preu e altres se han preses aquelles per censos que prenien en aquelles e los posseint-les per la molta pobresa que tenien e per males anyades no havien pagat. No sols això, sinó que de algun temps ençà molts hòmens de la dita Part Forana qui eren rics e opulents se són fets ciutadans los quals reusen pagar per les possessions que tenen encara de present en la dita Part Forana.
En un mot: la càrrega fiscal es repartia de manera territorial (2/3 la ciutat i 1/3 les viles), però la propietat rústica s'havia concentrat molt en mans de ciutadans (i els pagesos rics esdevenien ciutadans per beneficiar-se dels avantatges) i, en tributar a la ciutat, no pagaven per aquestes propietats. Per tant, de cada cop els propietaris pagesos havien de pagar més i els propietaris ciutadans menys.

## Una sentència arbitral que no es va aplicar
Els representants de la Part Forana saberen que Ferran el Catòlic tenia una bona disposició front a les seves reivindicacions i decidiren lluitar a fons per una solució del conflicte. Iniciaren un plet a la cúria del governador. Els cavallers es defensaren amb uns capítols on es remuntaven a la conquesta de Jaume I per acabar defensant la justícia de la distribució de 2/3 a 1/3 feta en el segle xiv.
Es dugueren a terme una sèria d'ambaixades a la cort. Pels ciutadans el 1510 hi anaren Joanot Gual i Nicolau de Quint. L'any 1512 Joanot Gual, per part dels ciutadans, i Eusebi Santandreu i Pau Casesnoves, pels forans, conclogueren el plet i es dictà sentència. El rei ordenà que s'iniciàs l'estim o cadastre que havia de clarificar la quantificació dels béns de cada persona, sobre el qual es pagarien els imposts. Però això provocà la protesta de cavallers i eclesiàstics que emprengueren una política d'obstrucció a la pràctica del manament de la sentència.
Mentrestant el deute públic anava creixent; l'any 1515 l'interès anual dels censals arribava a les 44.000 lliure i el 90% dels imposts es dedicaven a pagar les pensions dels censals. La burla, feta pels privilegiats, de la sentència arbitral de 1512 de Ferran el Catòlic creava les condicions per un esclat de lluita oberta com el de les Germanies de 1521.